# Pinguicula lusitanica
Pinguicula lusitanica är en tätörtsväxtart som beskrevs av Carl von Linné. Pinguicula lusitanica ingår i släktet tätörter, och familjen tätörtsväxter. Inga underarter finns listade i Catalogue of Life.
Denna växt förekommer i västra Europa och nordvästra Afrika från Marocko och Algeriet över Iberiska halvön och Frankrike till Storbritannien och Irland. Den hittas i låglandet och i bergstrakter upp till 1200 meter över havet. Pinguicula lusitanica har träskmarker, fuktiga ängar och vattendragens samt insjöarnas kanter som habitat.
Begränsade populationer påverkas av skogsröjningar. Hela populationen bedöms som stabil. IUCN listar arten som livskraftig (LC).

## Bildgalleri

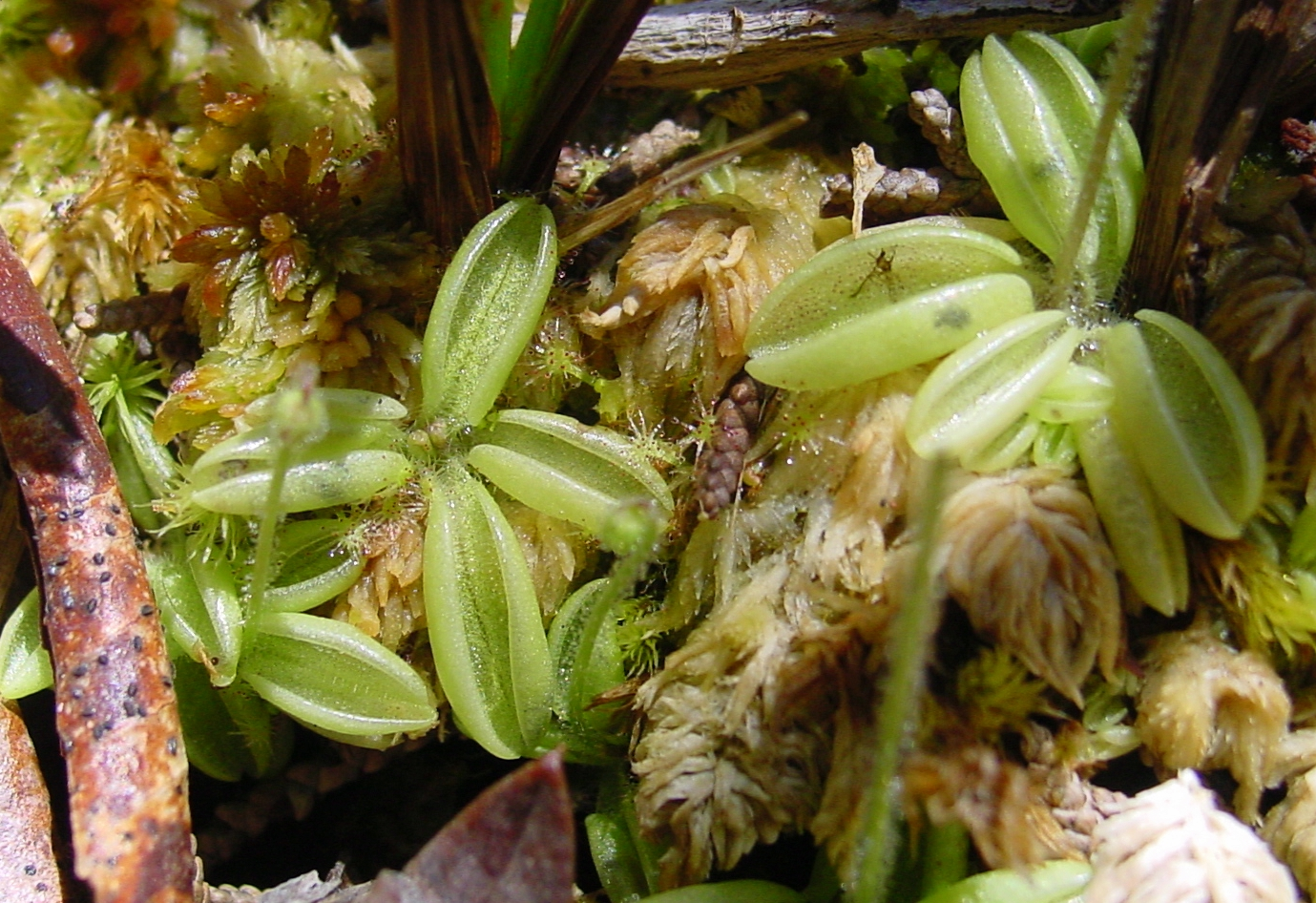
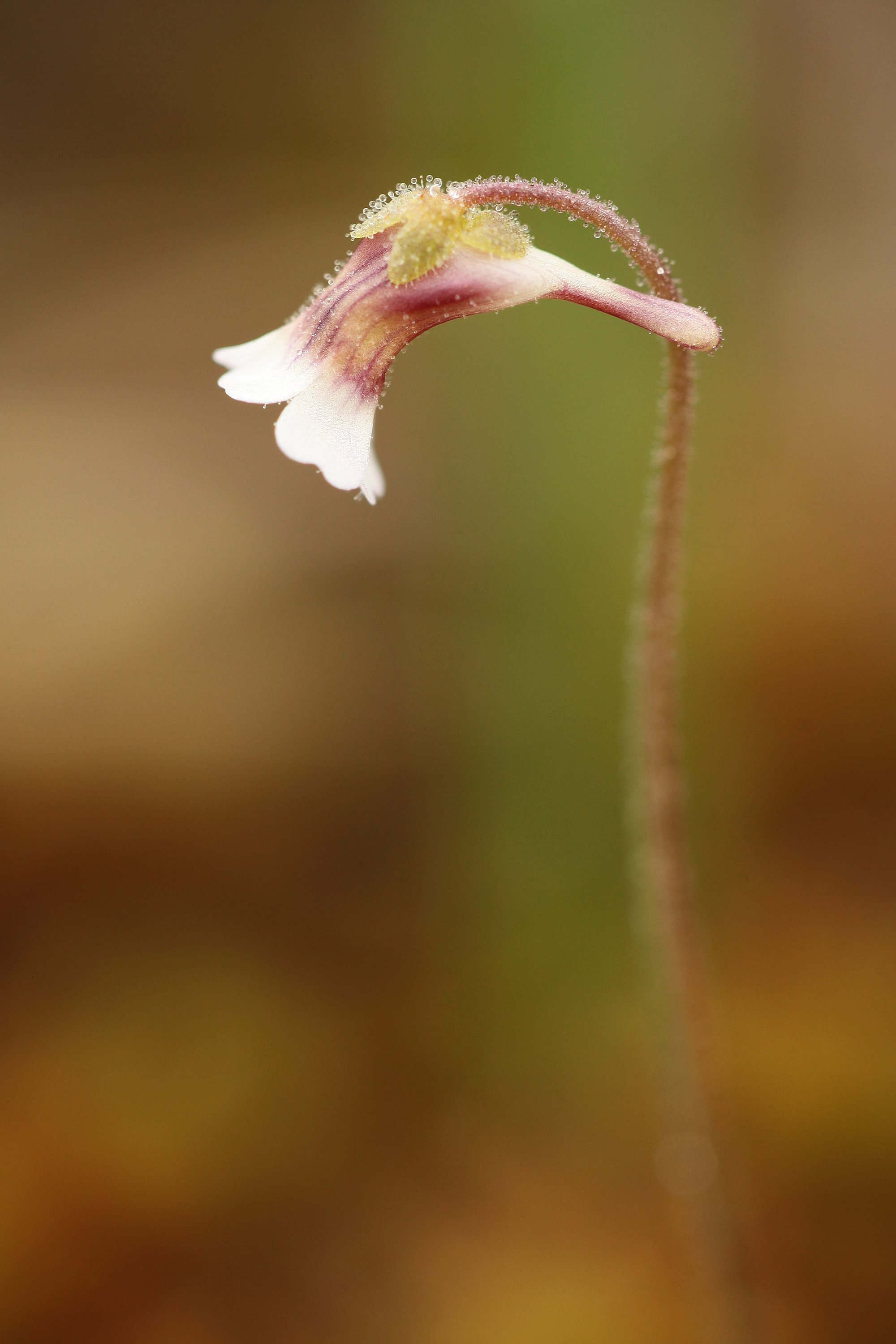